# Френк Вебстер
Френк Вебстер (енгл. Frank Webster; Њукаудон, 27. септембар 1950) је британски социолог. Његово критичко мишљење о друштвеним информацијама је превођено на многе језике, широко дискутовано и критиковано. У "Теоријама информационог друштва", он је проучавао шест аналитички одвојених концепција друштвених информција, тврдећи да су сви осумњичени, толико да идеја о информационом друштву не може лако да се одржи.

## Биографија
Френк Вебстер је пореклом из Њукаудона , рударског села у Дараму, Енглеска где је одрастао и где се образовао. Дипломирао је на Универзитету у Дараму и завршио своје студије у Лондонској школи економије, радио је на неколико универзитета у својој домовини као и у иностранству. Придружио се Лондонском универзитету. Радио је као шеф одсека за социологију у Лндонском универзитету од 2008. до 2012. и пензионисао се 2013. године.

## Рад
Његово истраживање од 1970 је устредсређено на информационим и комуникационим трендовима, и укљукивало је аналитички и критички концепт као и студије вишег образовања, утицаје напредне технологије на библиотеке, урбане промене и нове медије. У последње време је радио на информацијама рата и био је укључен у истраживање интернет активизма тако што је истраживао антиратне покрете и њихово прихватање од стране ИТЦ-а. Овај посао се налази у контексту интереса у демократизацији и информационим токовима, интерес се огледа у његовом учењу на Лондонском универзитету. Књига из овог пројекта појавила се 2008. под називом Против-ратни активизам: Протест у добу информација написано у сарадњи са Кевином Гиланом и Џени Пикерил. 
Вебстер је објавио књиге у многим аспектима привремених друштвених промена. Он се противио начину посматрања да је информација друштва радикално нова, инсистирајући на примату континуитета и консолидације утврђених трендова. Он схвата данашњи информациони капитализам као напредак од корпотавивног капитализма и пре тога, лесе фер капитализма, тај напредак принципа тржишног друштва као што су приватна власништва, конкуренција, могућност зараде, комодификација, могућност плаћања и централност плаћеничког рада.
Он је написао Лудиту анализе информационих технологија са Кевином Робинсом у раним осамдесетим, то је била једна од првих критика дужине књиге о оптимистичким анализама о рачунарским и телекомуникационим технологијама. У последње време он је користио израз информације друштва иако ово делује као супротност његове ране одбојности према идеји. 
Он је често скретао пажњу на мрачну страну информационе развијености, посебно војних димензија. Он је усвојио концепт информација рата како би проучио промене информационог окружења скорашњих ратова. 
Доста проширено четврто издање Теорија информационог друштва појавила се 2014-те.